# Meedo flinders
Meedo flinders is een spinnensoort uit de familie Gallieniellidae. De soort komt voor in Zuid-Australië.